# Лось (платформа)
Лось (рос. Лось) — зупинний пункт/пасажирська платформа Ярославського напрямку Московської залізниці у Москві.
Відстань від Москва-Пасажирська-Ярославська до платформи — 13 км, час руху — 21 хвилина. Вихід на Анадирський і Югорський проїзди. Територіально знаходиться у Північно-Східному адміністративному окрузі, між районами Ярославський (зі сходу) і Лосиноострівський (із заходу). Це остання платформа на цьому напрямку в Москві — приблизно в 700 м на північ знаходиться МКАД.
Відкрита в 1929 році, тоді ж при електрифікації дільниці Москва-Пасажирська-Ярославська — Митищі платформа була електрифікована. Спочатку побудована як станція для колишнього дачного селища Джамгаровський, що входило на той момент до складу міста Бабушкін. З 1960 року станція в межах Москви.
Неподалік від платформи знаходяться санаторій «Світлана», Джамгаровський ставок, шпиталь ветеранів ВВВ, Ярославське шосе.
Частина електропоїздів (в основному, маршрутів Москва — Александров та Москва — Сергієв Посад) прямують платформою без зупинки.

## Платформи та колії
Чотири залізничних електрифікованих колії: дві між платформами для приміських електропоїздів, дві — призначені для руху швидких, швидкісних і вантажних поїздів, обходять платформу по насипу зі східного боку, де також є відгалуження до вантажної частини станції Лосиноострівська. За 80 м на північ від станції є невеликий (завдовжки близько 80 метрів) залізничний шляхопровід (тунель), під двома швидкісними коліями того ж напрямку. На цій дільниці відбувається переміщення швидкісної колії Ярославського напрямку в простір між коліями для поїздів приміського сполучення. За 250 м на північ від станції, між Стартовою і Холмогорською вулицями, існує обладнаний пішохідний перехід через колії. З північного боку станції під швидкісними залізничними коліями для виходу на Югорський проїзд існує підземний перехід, а для переходу через колії і виходу до Анадирського проїзду — пішохідний міст.
Дві берегові платформи, реконструйовані у 2003—2004 роках, обладнані навісами і турнікетами.
До реконструкції був великий колійний розвиток, між береговими була ще одна острівна платформа.
Тоді ж була облагороджена смуга відчуження до станції Лосинострівська, зокрема, між коліями висаджені клумби.
Каси на обох платформах, в тому числі і спеціалізовані перонні каси.

## Фото

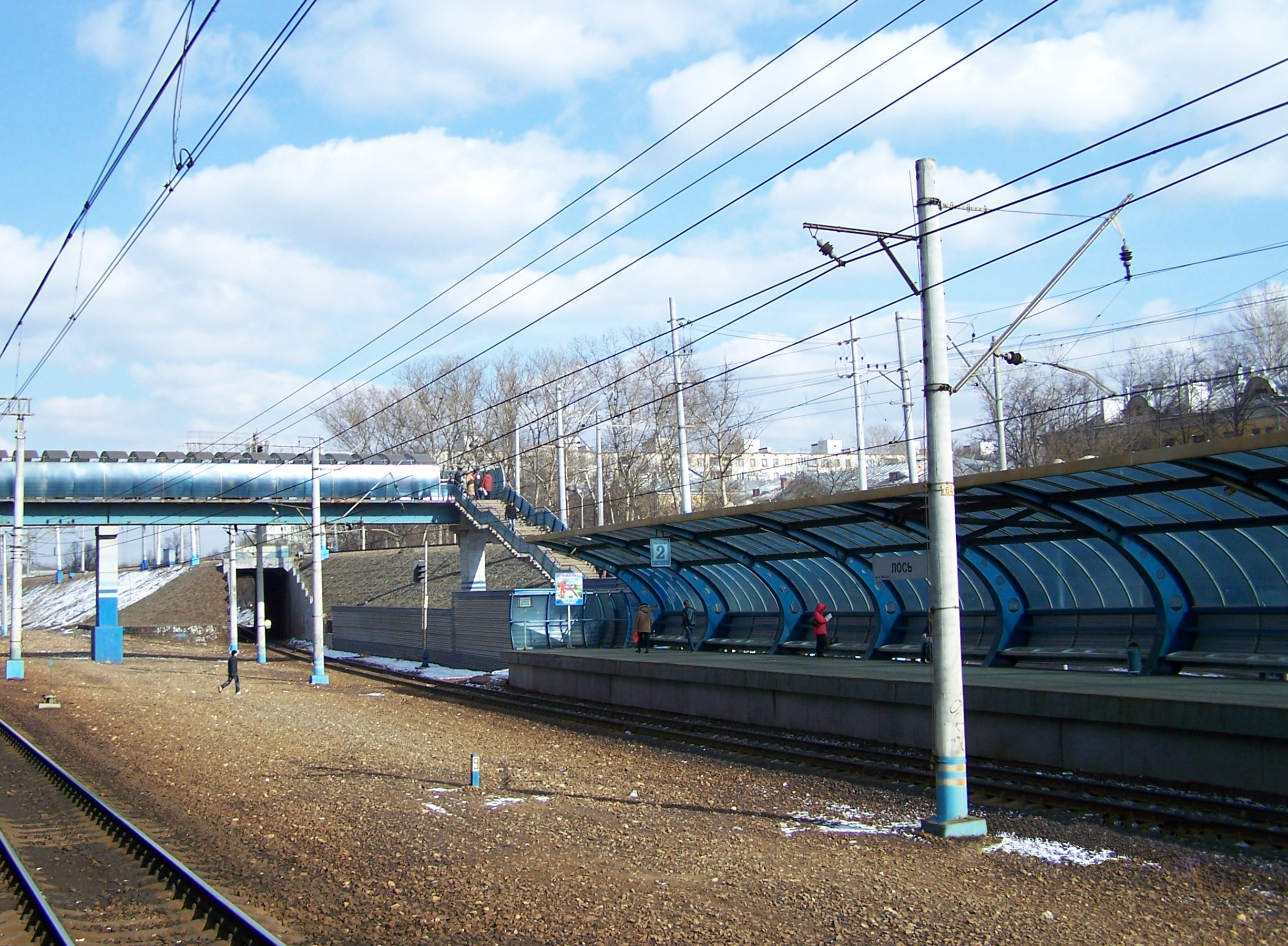
Східна платформа, на задньому плані видно шляхопровід
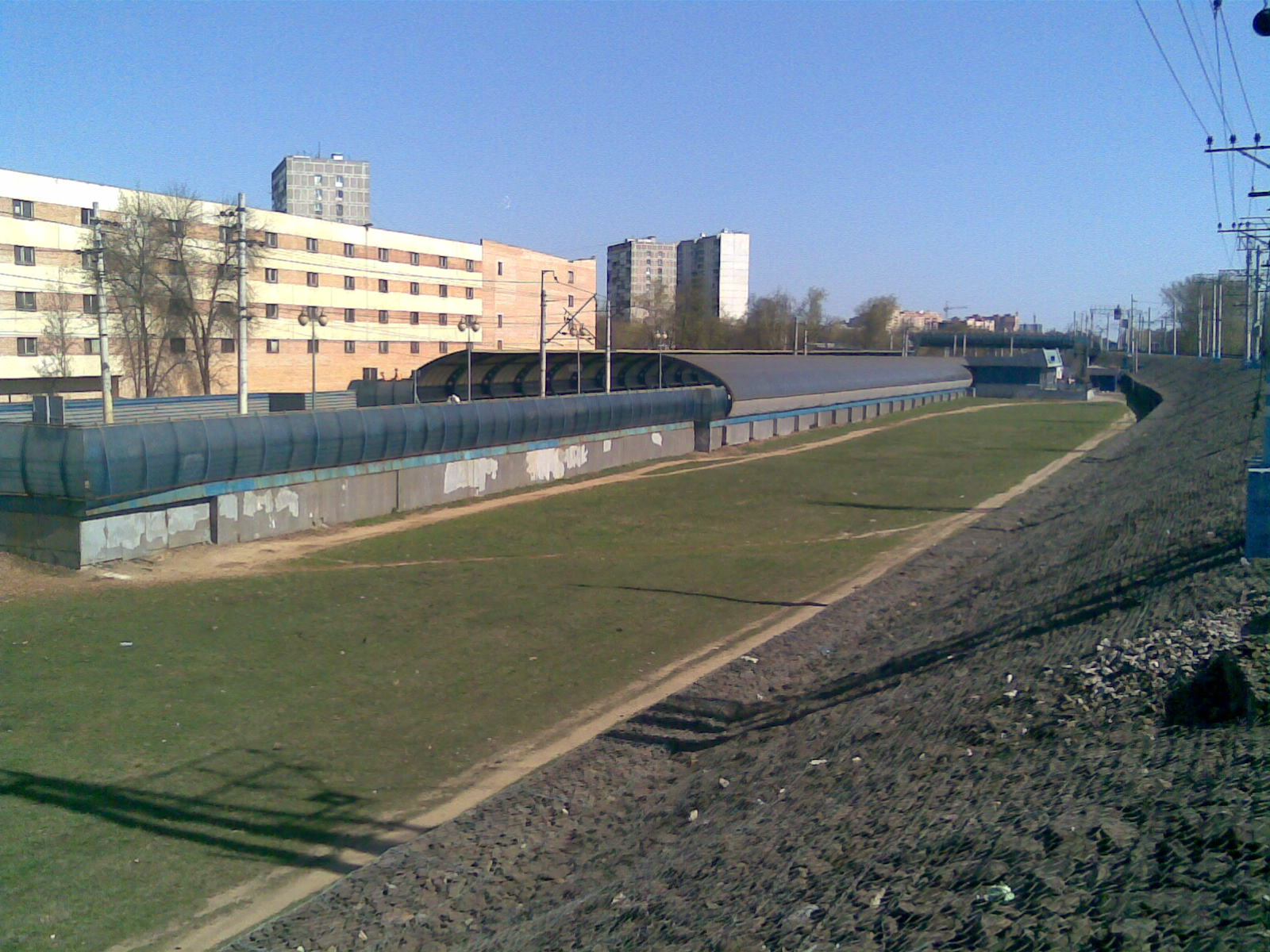
Вид з насипу